# Hieracium austrinum
Hieracium austrinum es una especie de planta con flor del género Hieracium, de la familia Asteraceae, orden Asterales.

## Distribución
Hieracium austrinum se distribuye por Suecia, Inglaterra y Gales.

## Taxonomía
Fue descrita científicamente por Stenstr. Fue publicada en Bih. Kongl. Svenska Vetensk.-Akad. Handl. 22(3; 7): 38 (1896).